# Olamentke
Olamentke (Olamentko, Bodega Bay Miwok), grupa plemena Coast Miwoka, porodica Moquelumnan, nastanjeni u domorodačko doba na obali Kalifornije u okruzima Marin, Sonoma i Napa, sjeverno od Golden Gatea i zaljeva San Francisco, napose oko Bodega Baya. 
Olamentke su jedna od tri grane Coast Miwoka. Plemena koja se uključuju ovoj grupi su: Bollanos, Chokuyem, Guimen, Likatuit (Licatuit), Nicassias, Numpali, Olamentke, Olumpali, Sonomi, Tamal, Tulares i Uchium ili Utchium.

## Vanjske poveznice
- Hodge